# تاویانو
تاویانو (به ایتالیایی: Taviano) یک کومونه در ایتالیا است که در استان لچه واقع شده‌است.

## خصوصیات
تاویانو ۲۱ کیلومترمربع مساحت و ۱۲٬۶۹۸ نفر جمعیت دارد و ۵۴ متر بالاتر از سطح دریا واقع شده‌است.